# Carretera Federal 43
La Carretera Federal 43 es una carretera Mexicana que recorre los estados de Guanajuato y Michoacán, inicia en Salamanca Guanajuato y termina en Morelia Michoacán, tiene una longitud total de 100 km.
Las carreteras federales de México se designan con números impares para rutas norte-sur y con números pares para las rutas este-oeste. Las designaciones numéricas ascienden hacia el sur de México para las rutas norte-sur y ascienden hacia el Este para las rutas este-oeste. Por lo tanto, la carretera federal 43, debido a su trayectoria de norte-sur, tiene la designación de número impar, y por estar ubicada en el Centro de México le corresponde la designación N° 43.

## Trayectoria

### Guanajuato
Longitud = 60 km
- Salamanca – Carretera Federal 45
- Valle de Santiago
- La Magdalena de Araceo
- Yuriria – Carretera Federal 51
- Uriangato

### Michoacán
Longitud = 40 km
- Cuitzeo del Porvenir
- San Agustín del Maíz – Carretera Federal 43D y Carretera Federal 15D
- Tarímbaro
- San José de la Trinidad – Carretera Federal 120
- Morelia